# Мацуда Такесі
Мацуда Такесі  (яп. 松田 丈志, 23 червня 1984) — японський плавець, олімпійський медаліст.

## Виступи на Олімпіадах
| Олімпіада   | Дисципліна                             | Місце |
| ----------- | -------------------------------------- | ----- |
| Афіни 2004  | плавання на 400 метрів вільним стилем  | 8     |
| Афіни 2004  | плавання на 1500 метрів вільним стилем | 13    |
| Афіни 2004  | плавання на 200 метрів, батерфляй      | 14    |
| Пекін 2008  | плавання на 400 метрів вільним стилем  | 10    |
| Пекін 2008  | плавання на 1500 метрів вільним стилем | 18    |
| Пекін 2008  | плавання на 200 метрів, батерфляй      | 3     |
| Лондон 2012 | плавання на 100 метрів, батерфляй      | =17   |
| Лондон 2012 | плавання на 200 метрів, батерфляй      | 3     |
| Лондон 2012 | комплексна естафета 4 × 100            | 2     |